# نیوشا (خواننده)
نیوشا (روسی: ؛ زادهٔ ۱۵ اوت ۱۹۹۰) خواننده واینفلوئنسر روسی است. وی که از برترین خوانندگان نسل جدید روسیه به شمار می‌رود از سال ۲۰۰۷ میلادی تاکنون مشغول فعالیت است . او همچنین در موزیک ویدیو رسمی افتتاحیه جام جهانی فوتبال ۲۰۱۸ روسیه همراه با پیتبول خواننده مشهور کوبایی_آمریکایی شرکت داشته است

## صداپیشگی
از فیلم‌هایی که وی در آن نقش داشته است می‌توان به ملکه برفی اشاره کرد که در آن فیلم صداپیشه بوده است.